# Parc de l'Orangerie
El Parc de l'Orangerie és un dels principals parcs públics de la ciutat d'Estrasburg a França. És situat davant el Consell d'Europa i prop de les altres institucions europees al barri anomenat de l'Orangerie. La seva superfície és de 26 hectàrees.

## Històric
L'origen del parc de l'Orangerie es remunta al segle xviii. Durant el XVII, André Le Nôtre -creador dels jardins de Versalles- ja havia dibuixat els passeigs principals del parc.
Durant la Revolució francesa, la ciutat d'Estrasburg hereta cent quaranta tarongers confiscats pels republicans al castell de  Bouxwiller i decideix construir el 1804 l'actual pavelló Joséphine (del nom de Josefina de Beauharnais, emperadriu dels francesos, dona de Napoleó Bonaparte de 1796 a 1809) per protegir-los.
El parc de l'Orangerie és ampliat de manera important sota el període alemany, en ocasió de l'exposició industrial i artesana d'Estrasburg de 1895.
Destruït per un incendi el 1968, el pavelló Joséphine serà reconstruït de manera idèntica però amb vocació cultural.
Avui no hi resten més que tres tarongers conservats als hivernacles del parc però no són accessibles al públic.

## Avui
Al parc hi ha un llac i diverses atraccions: un zoo, una cria de cigonyes, el Buerehiesel (casa datada de l'Exposició industrial de 1885, esdevingut un restaurant reputat).

## Galeria

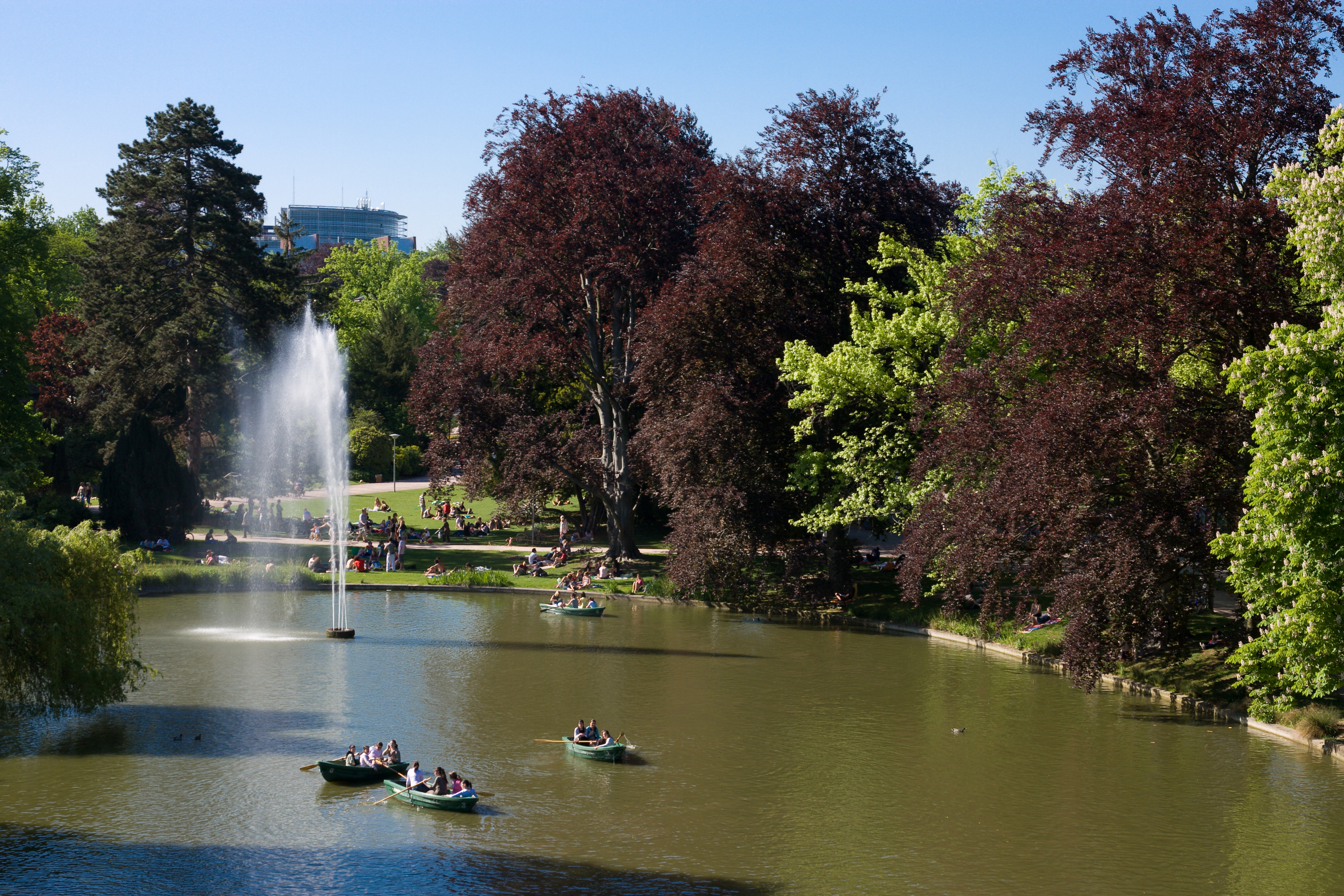
Vista del llac des de dalt el turó
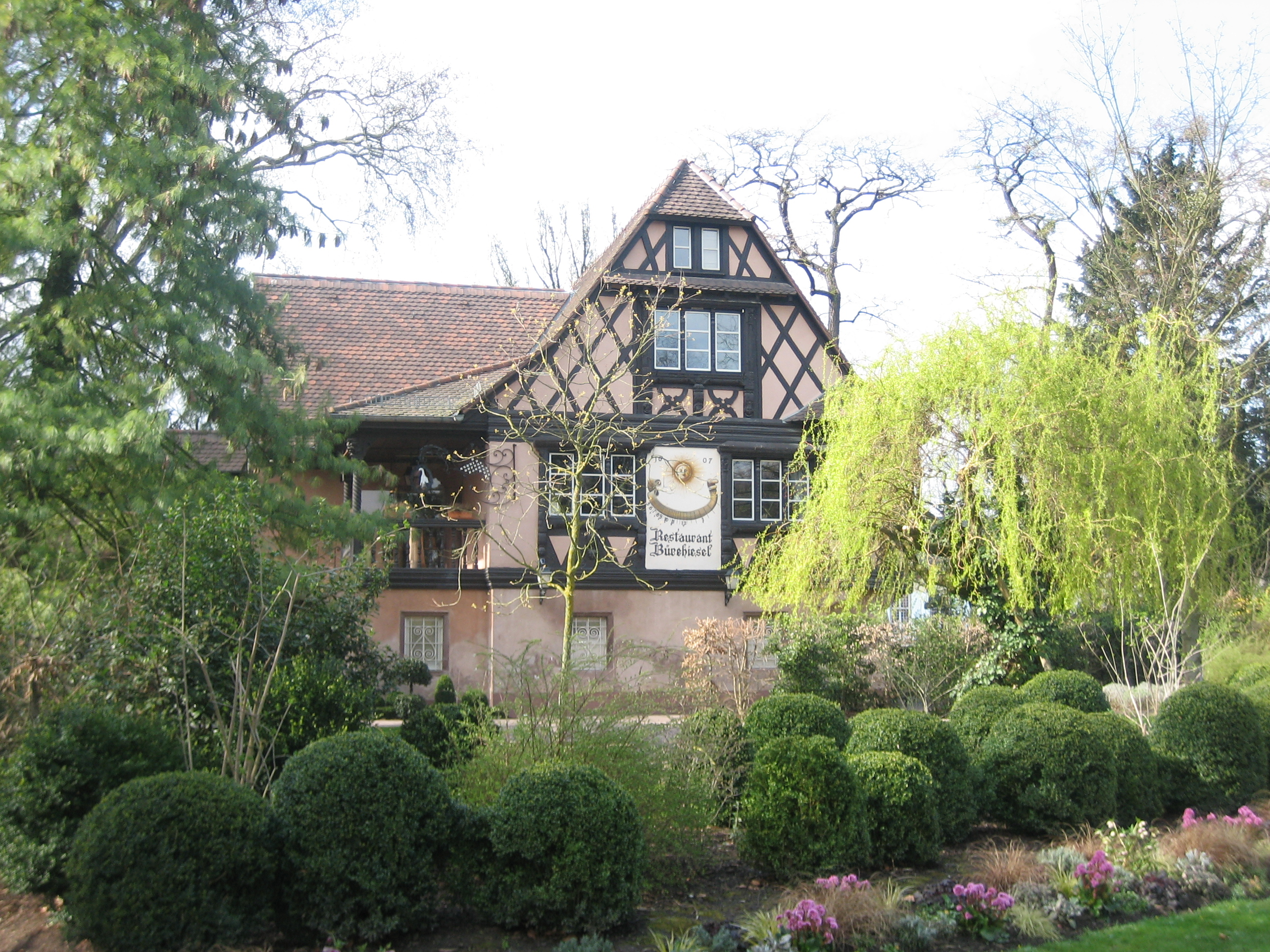
El Buerehiesel
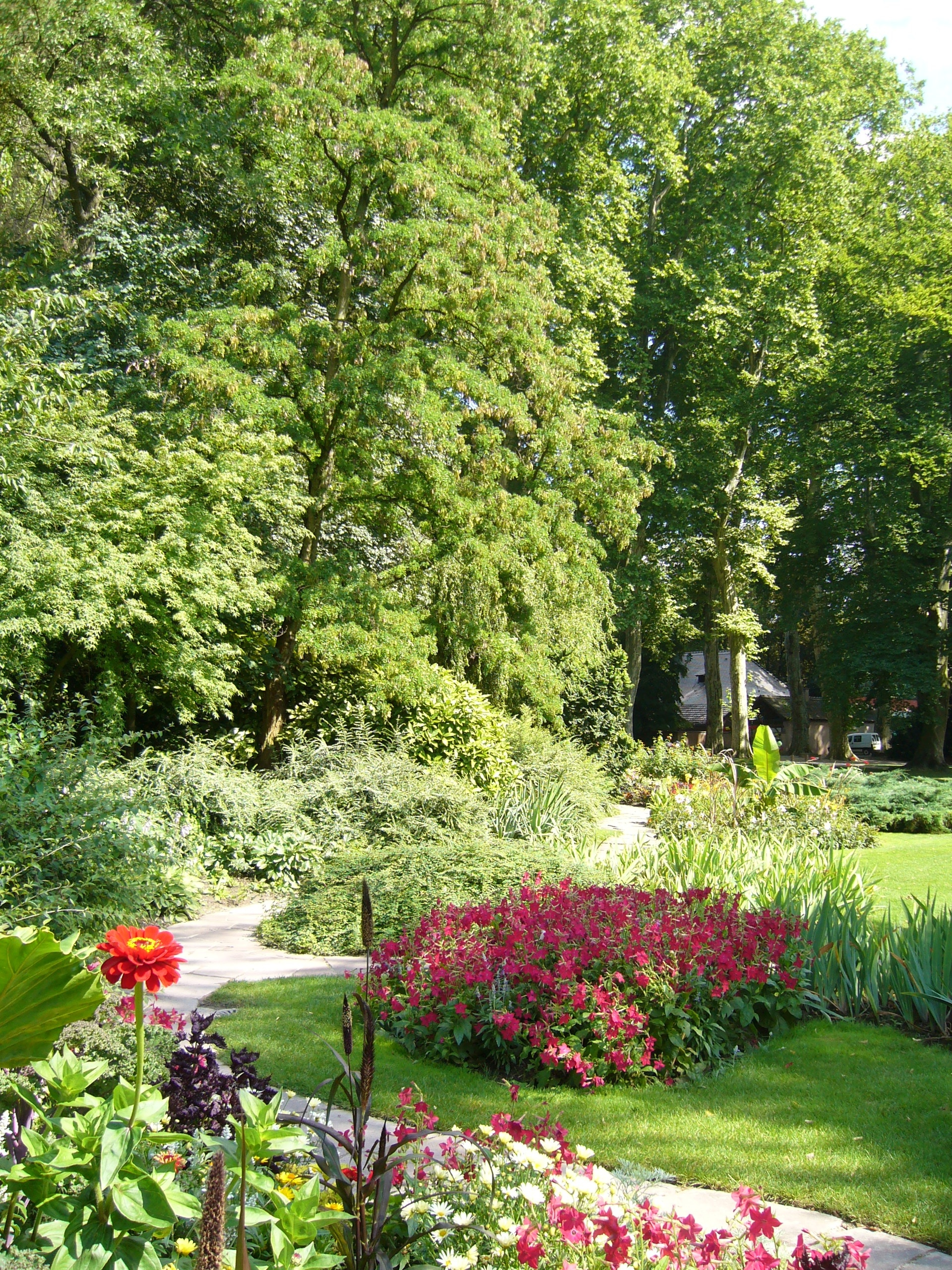
Petit sender del parc
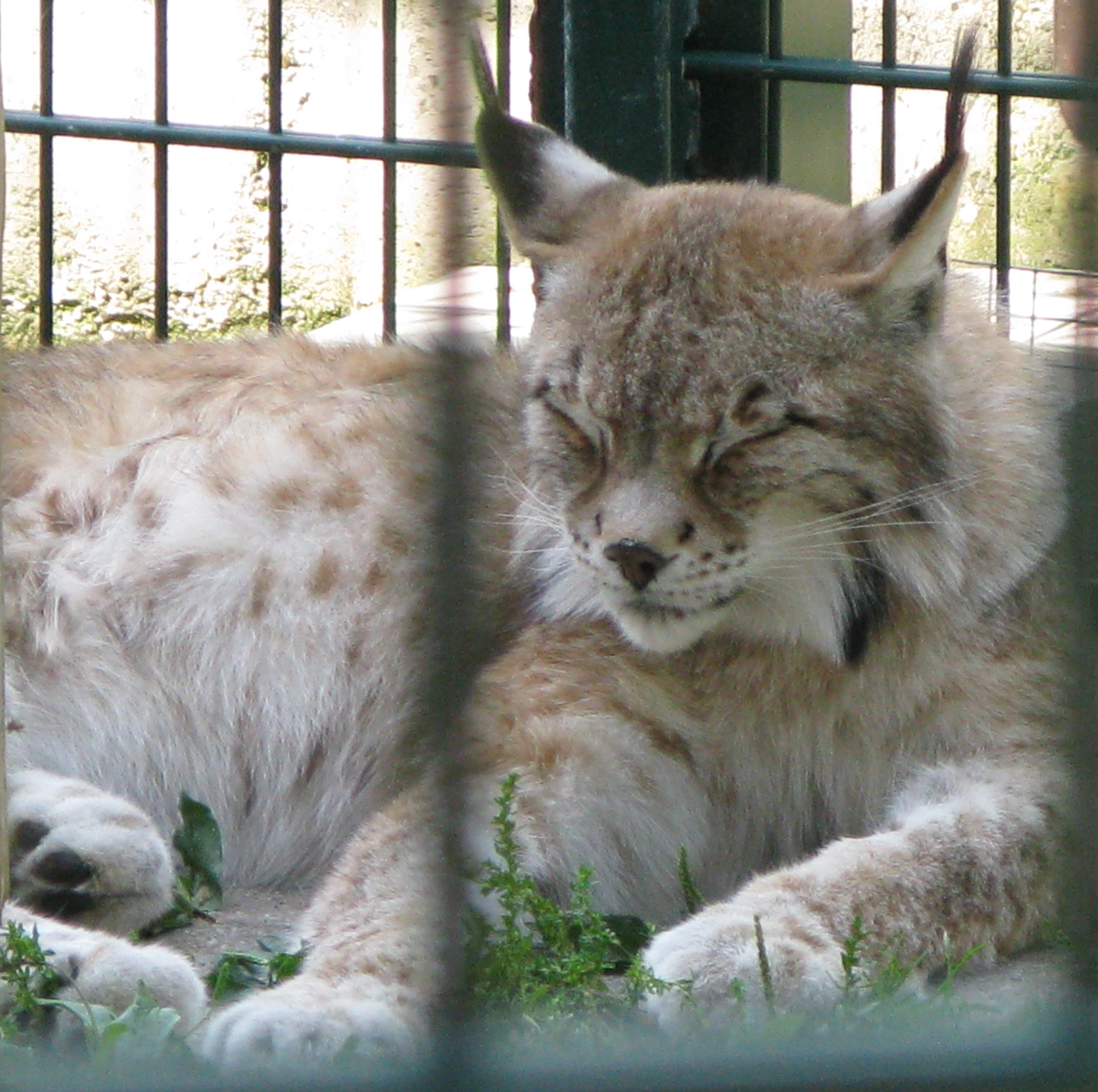
Lynx del zoo

## Altres parcs i jardins d'Estrasburg
- El parc de la Citadelle
- El parc de Pourtalès
- El parc des Contades
- L'observatoire astronomique de Strasbourg
- El jardin des deux rives